# Charles de Bousies de Rouveroy

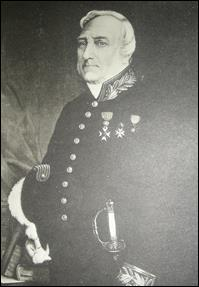

Charles Alexandre de Bousies (Bergen, 12 februari 1789 - Rouveroy, 26 december 1871) was lid van het Belgisch Nationaal Congres.

## Levensloop
De Bousies, vaak betiteld als de Bousies de Rouveroy, was de zoon van Fery de Bousies (1758-1810) en Agnès d'Yve de Bavay. Hij trouwde in 1814 met gravin Joséphine de Berlaymont (1791-1864), lid van de familie De Berlaymont, en ze hadden vier kinderen. Eén zoon, Gustave de Bousies (1818-1881), trouwde, had vijf kinderen, maar die hadden geen nakomelingen, zodat deze familietak in 1881 in de mannelijke lijn uitdoofde, met als laatste naamdraagster Louise de Bousies, die in 1936 overleed.
Onder het Keizerrijk werd De Bousies auditeur bij de Raad van State (1810-1813) en onderprefect in het departement Ourthe (1811-1814). Tijdens het Verenigd Koninkrijk der Nederlanden was hij gedeputeerde namens de adel bij de Provinciale Staten van Henegouwen. In 1816 werd zijn adellijke status bevestigd met de titel van burggraaf, overdraagbaar bij eerstgeboorte. In 1870 verkreeg hij de titel van graaf, overdraagbaar op alle afstammelingen.
Vanaf 1824 werd de Bousies burgemeester van Rouveroy (1824-1867), de gemeente waarvan zijn voorvaders onder het ancien régime de feodale heer waren. 
In november 1830 werd hij door het arrondissement Thuin verkozen voor het Nationaal Congres. Hij was er een stilzwijgend lid en werd niettemin door de historici gecatalogeerd als 'antiklerikaal'. Bij de grote stemmingen bracht hij zijn stem als volgt uit: voor de onafhankelijkheidsverklaring, voor de eeuwigdurende uitsluiting van de Nassaus, voor de hertog van Nemours als staatshoofd, voor Leopold van Saksen-Coburg als staatshoofd, voor de aanvaarding van het Verdrag der XVIII artikelen. Bij de verkiezing van Surlet de Chokier als regent was De Bousies afwezig. Zijn stemgedrag lag dus duidelijk in de unionistische lijn van de meerderheid van de congresleden. In de vergaderingen ontmoette hij zijn neef, Philippe de Bousies, die er zetelde voor het arrondissement Bergen.
Hij werd vervolgens gedurende zeventien jaar senator voor het arrondissement Zinnik (1831-1843) en voor het arrondissement Thuin (1843-1848).